# جان ادگار (بازیکن فوتبال اهل انگلستان)
جان ادگار (انگلیسی: John Edgar; ۱ دسامبر ۱۹۳۰ – ۹ سپتامبر ۲۰۰۶) بازیکن فوتبال اهل بریتانیا بود.
از باشگاه‌هایی که در آن بازی کرده‌است می‌توان به باشگاه فوتبال بیشاپ اوکلند و باشگاه فوتبال دارلینگتون اشاره کرد.